# Bürstel (Stuhr)
Bürstel ist ein Ortsteil der Gemeinde Stuhr im Landkreis Diepholz in Niedersachsen.

## Geografie
Bürstel liegt direkt an der Hauptstraße K 110, worüber der Ort leicht über die Autobahnausfahrt der Bundesautobahn 1 bei Groß Mackenstedt zu erreichen ist. Außerdem ist Bürstel wie auch Eggese und Siek Ortsteil von Heiligenrode, welches 1974 zur Gemeinde Stuhr eingemeindet wurde.
Der Klosterbach oder auch Varreler Bäke fließt östlich von Bürstel und ist damit das einzige Fließgewässer in der Nähe von Bürstel.
Am Gerdshütteweg befindet sich ein alter Bahnsteig. Dieser diente in früherer Zeit überwiegend für die An- und Abreise der Gäste des nahe gelegenen Schullandheims „Gerdshütte“. Selbst von den Museumsbahnzügen der DHEF wird dieser Bahnsteig nicht mehr bedient.

## Landwirtschaft
In und um Bürstel wird viel Landwirtschaft betrieben. Früher wurde auf den meisten Feldern jährlich Mais, Roggen oder Gerste angebaut, in den letzten Jahren jedoch hauptsächlich Mais zur Herstellung von Biogas.

## Besonderheiten
Jährlich findet in Bürstel auf dem Festplatz im Sommer die Freiluftfete der Landjugend statt. Diese findet im Jahr 2020 wegen COVID-19 nicht statt. Außerdem kann man im Sommer und Frühling an Heißluftballonfahrten teilnehmen.